# Reinberg
Reinberg is een ortsteil van de Duitse gemeente Sundhagen in de Landkreis Vorpommern-Rügen in Mecklenburg-Voor-Pommeren. Op 7 juni 2009 fuseerde de voorheen zelfstandige gemeente Reinberg met de gemeenten Behnkendorf, Brandshagen, Horst, Kirchdorf, Miltzow en Wilmshagen tot de nieuwe gemeente Sundhagen. De gemeente bestond uit de ortsteilen Oberhinrichshagen, Falkenhagen, Dömitzow en Stahlbrode.
In het midden van de 13e eeuw werd met de bouw van de dorpskerk begonnen. Het koor werd het eerst opgericht, het kerkschip volgde in de eerste helft van de 14e eeuw en omstreeks het jaar 1400 werd begonnen met de bouw van de toren voor de westelijke muur. De sacristie aan de noordelijke muur dateert uit de 15e eeuw.